# Projet Shamrock
Le Projet Shamrock était une opération d'espionnage exécutée en sol américain. Elle impliquait la collecte de la plupart des télégrammes entrant ou sortant des États-Unis. L’Armed Forces Security Agency (AFSA) et son successeur, la National Security Agency (NSA), avaient obtenu un droit d'accès aux copies microfilmées quotidiennes de tous les télégrammes transitant par les sociétés Western Union, RCA et ITT. Une fois obtenus, ces télégrammes étaient disponibles pour analyse et dissémination à d'autres agences de renseignements américaines, y compris via le projet Minaret. Aucune cour judiciaire n'a autorisé de telles interceptions et la NSA agissait sans mandat.

## Histoire
À l'apogée du programme, 150 000 messages par mois étaient analysés par le personnel de la NSA. En mai 1975, le secrétaire à la Défense du moment, James Schlesinger, ordonna d'y mettre fin. Selon la NSA, cette décision venait du fait que l'opération ne produisait plus de renseignements utiles et les risques qu'elle soit divulguée augmentaient. Dans les mois suivants, des aspects de Shamrock devinrent publics, et des membres du Congrès des États-Unis commencèrent à enquêter dessus. La commission d'enquête sénatoriale de l'United States Senate Select Committee on Intelligence ou Commission Church, active de 1975 à 1976 obtint des auditions de représentants des sociétés privées impliquées ainsi que du directeur de la NSA Lew Allen, qui motivèrent le président de la commission, le sénateur Frank Church, à affirmer que c'était « probablement le plus important projet d'interception envers les Américains jamais mis en place ».
L'une des conséquences de l'enquête sénatoriale fut la mise en place, en 1978, de la Foreign Intelligence Surveillance Act (FISA), loi qui limitait les pouvoirs de la NSA et qui a mis en place un système de mandats et de révisions judiciaires. La NSA a aussi mis en vigueur un « garde-fou », la U.S. Signal Intelligence Directive 18 (USSID 18), un ensemble de procédures internes qui fut initialement publié en 1980 et mis à jour en 1993. La USSID 18 fut la ligne directrice pour la manipulation des SIGINT, amassées par erreur et sans mandat, sur les citoyens américains avant l'arrivée de l'administration de George W. Bush. L'interprétation de la FISA et des principes de la USSID 18 par l'administration Bush conclut que la branche exécutive du gouvernement fédéral américain détient l'autorité suffisante pour ordonner une surveillance sans mandat, ce qui semble une violation apparente des intentions de la FISA.

### Traductions de
1. ↑  (en) « probably the largest government interception program affecting Americans ever undertaken ».